# William Tyson
William Tyson (17 mei 1971) is een Zuid-Afrikaans windsurfer.

## Resultaten
| Jaar | Plaats    | Resultaten  |
| ---- | --------- | ----------- |
| 1992 | Barcelona | 35e Lechner |